# 2010–2011-es elefántcsontparti válság
A 2010-es elefántcsontparti válság egy konfliktus, amely akkor robbant ki, mikor a 2000 óta hivatalban lévő elnök, Laurent Gbagbo azt állította, hogy ő nyerte meg a 2010-es elnökválasztást. 10 éve ez volt az országban megtartott első választás. Ellenfele, Alassane Ouattara több külföldi ország, nemzetközi szervezet és a világ vezetőivel összhangban azt állította, hogy ő nyerte meg a választást.

## Eredményhirdetés és azt ezt követő zavargások
2010. december 2-án a Független Választási Bizottság elnöke, Youssouf Bakayoko bejelentette, hogy az előzetes végeredmény alapján a második körben a szavazatok 54,1%-ával Alassane Ouattara nyerte meg az elnökválasztást. Ellenfele, Laurent Gbagbo a szavazatok 45,9%-át szerezte meg. A részvételi arány 81,09% volt. A végeredmény kihirdetésének idejét először kitűzték, majd több nappal elhalasztották. Mikor végre az ENSZ-erők által védelmezett abidjani hotelben Bakayoko bejelentette a végeredményt, a nemzetközi sajtó nem akart hinni a fülének. Bakayoko állítólag úgy döntött, abban a szállodában jelenti be a végeredményt, melyet Ouattara főhadiszállásaként használt. Ehhez szüksége volt az ENSZ védelmére is.
Paul Yao N'Dre, az Alkotmánytanács elnöke állt a mikrofonok elé, és bejelentette, hogy mivel a Választási Bizottságnak lejárt az eredmény kihirdetésére nyitva álló határideje, ezért a bejelentett eredmény érvénytelen. (Az Alkotmánytanácsról az ellenzékiek úgy tartották, hogy mivel N’Dre állítólag az elnök szövetségese volt, ezért az eredménnyel Gbagbo kedvébe akartak járni.) N'Dre szerint a határidő lejártával csak az Alkotmánytanácsnak van joga kihirdetni a vetélytársak közötti verseny eredményét. Sokan úgy gondolták, hogy Gbagbót jelentik be a választások győztesének. Ehhez azonban több százezer szavazatnak érvénytelennek kellett lennie.
Az eredmény bejelentése után röviddel a hadsereg lezárta az ország határait.

## Két győztes
December 3-án az Alkotmánytanács bejelentette, hogy a választásokat Gbagbo nyerte meg. N'Dre bejelentette, hogy hét északi régióban nem vették figyelembe a szavazatokat, és így alakulhatott ki, hogy csekély különbséggel Gbagbo javára dőlt el a szavazás. A hivatalos végeredmény szerint a leadott szavazatok 51,4%-át, míg kihívója csak 48,5%-át szerezte meg.
A CEI eredményei alapján Ouattara úgy érezhette, hogy ő a megválasztott elnök. Azt mondta, az Alkotmánytanács visszaélt a hatalmával. Sajnálja, hogy ilyen kép alakiul ki külföldön az országáról. A regionális és a nemzetközi szervezetek egyöntetűen támogatták, és őt tekintették győztesnek. A hadsereg csúcsvezetői azonban Gbagbo mögött álltak.
Az Új Erők és Soro miniszterelnök egyaránt Ouattarával értettek egyet. Soro azt mondta, Ouattarát tekinti törvényes elnöknek, és a javára december 4-én le is akart mondani a posztjáról.
Gbagbót december 4-én további öt évre beiktatták, Ekkor a következőt fogadta meg: "A világ összes országával együtt fogok működni, de függetlenségünket soha nem hagyom feladni." Országszerte, így a fővárosban is elszórt lövöldözésekről és tüntetésekről érkeztek jelentések. Gbagbo december 5-én új miniszterelnöknek, Gilbert Akénak adott kormányalakítási megbízást. Akéról – aki egyébként közgazdász és rektor – úgy tartják, hogy közel áll Gbagbóhoz.
Ouattarát azután eskették fel, hogy azt mondta: "Elefántcsontpart jó kezekben van." Ouattara ezután ismét Sorót nevezte ki miniszterelnöknek.

## Nemzetközi reakciók
Csak Angola és Libanon képviseltette magát hivatalosan Gbagbo beiktatásán. Az Afrikai Unió – mely az ENSZ-hez hasonlóan szintén Ouattarát ismerte el törvényesen megválasztott elnöknek – arra figyelmeztetett, hogy a konfliktus végén akár olyan politikai válság is kialakulhat, melynek "beláthatatlan következményei lehetnek." Közvetítőként az országba küldték Dél-Afrika elnökét, Thabo Mbekit. Az Egyesült Államok, az ENSZ, az Európai Unió, az ECOWAS és a volt gyarmattartó, Franciaország is támogatásáról biztosította Ouattarát.
December 5-én Thabo Mbeki külön megbeszéléseket folytatott Gbagbóval és Ouattarával. Az Afrikai Unió Mbekit nevezte ki egy Elefántcsoportba küldött bizottság élére. A küldöttségnek az volt a feladata, hogy "gyorsan békés megoldást találjon a választás után kialakult válságra." Másnap azonban eredmény nélkül hagyta el az országot.
December 20-án egy sajtóértekezleten a Fehér Ház szóvivője, Robert Gibbs azt mondta, "itt volt az ideje, hogy Gbagbo elmenjen" és "Készen állunk, hogy szankciókat vezessünk be – egyedül vagy világszerte a szövetségeseinkkel közösen – Gbagbo és szűkebb családja, szövetségesei és az illegitim rendszere támogatói ellen." December 21-én az USA Külügyminisztériuma bejelentette, hogy utazási korlátozásokat vezetett be Gbagbo és 30 szövetségesével szemben. William Fitzgerald, az afrikai ügyekért felelős miniszterhelyettes bejelentette, hogy elképzelhető egyoldalú kereskedelmi szankció bevezetése az országgal szemben. December 22-én Philip J. Crowley, a Külügyminisztérium szóvivője azt nyilatkozta, hogy kétségtelen tény, hogy Ouattara nyerte meg a választásokat. Az USA felszólítja Gbagbót, hogy mondjon le.
December 28-án Yayi Boni benini, Ernest Bai Koroma Sierra Leone-i és Pedro Pires Zöld-foki elnök az ECOWAS megbízásából az országba érkezett, azért, hogy rávegyék Gbagbót az önkéntes lemondásra, és hogy az országa érdekében vonuljon vissza. Ugyanakkor bejelentették, hogy amennyiben nem tesz eleget haladéktalanul a kérésnek, katonai egységeket fognak bevetni.
2011. január 28-án Chile hivatalosan is Ouattarát ismerte el Elefántcsontpart megválasztott elnökének.

## Az ENSZ reakciója
December 18-án az ENSZ egyik szóvivője úgy válaszolt Gbagbo kérésére – miszerint a külföldi fegyveres csapatok hagyják el az országot – hogy az ENSZ nem Gbagbót tekinti az ország elnökének és a békefenntartók ezután is őrködnek Alassane Ouattara és az elefántcsontparti állampolgárok biztonsága felett.
2010. december 23-án az ENSZ Emberi Jogi Bizottsága határozatot hozott, melynek értelmében "mélységesen elítélik az emberi jogok megsértését, melyre Elefántcsontparton került sor. Az elefántcsontparti elnökválasztás eredményével kapcsolatban országszerte több helyen is sor került ilyen cselekményekre." Az Amnesty International bírálta a határozatot, mivel az nem megfelelően kezeli a helyzetet.

## Belföldi következmények
Több gyűlés is volt, ahol Gbagbo és Ouattara hívei gyűltek össze. Az elsők közé tartozik egy 2011. január 15-i összejövetel, mikor Laurent Gbagbo felesége, Simone Gbagbo mondott beszédet. Az elefántcsontparti hadsereg éles lövedékeket is használt a tüntetés feloszlatásakor. Abidjan egyik külvárosában, Ababóban véres összetűzésre került sor a rendőrség és a civilek között.

## Hatása a tőzsdékre és a pénzpiacokra
A Nyugat-afrikai Gazdasági és Monetáris Unió (UEMOA) Ouattarát tekinti a 2010-es választások győztesének. A szervezet központi bankjának – a Nyugat-afrikai Államok Központi Bankjának az elnökét, Philippe Henry Dacoury-Tableyt, Gbagbo szövetségesét 2011. január 21-én eltávolították a hivatalából.
Mivel Elefántcsontpart gazdaságára, a világ legnagyobb kakaótermelőjére rossz hatással volt a válság, a piac minden résztvevője figyelemmel kísérte az ottani választásokat.
A kakaóbab és a fehér cukor ára a spekulációs nyomás miatt esett a választást megelőző héten. Úgy gondolták, hogy a választások után megnő majd a termelés volumene.
Február 9-én az Abidjani Értéktőzsde nem nyitott ki, mivel a Gbagbóhoz hű emberek megszállták az irodákat. Másnap viszont sikerült újból kinyitniuk. Február 14-én több bank is felfüggesztette a működését. A legtöbb ATM automata vagy kifogyott a készpénzből, vagy elromlott. Az emberek rögtön megrohanták a pénzintézeteket, hogy az ott elhelyezett pénzükhöz jussanak.
Mivel nem volt befelé történő pénzáramlás és a megijedt ügyfelek mentették a bankokból a betéteiket, az országban működő pénzügyi intézményeknél kiapadtak a pénztárak.
Az ATM-ek, a csekkautomaták és a Western Union is kifogyott a készpénzből. Ez a sorban álló ideges elefántcsontpartiaknak nagy fejtörést okozott.
Az ország nagy bankjainak többsége teljesen felfüggesztette a működést, így Gbagbo seregei államosították – az ellenzék szóhasználata szerint kirabolták – a betéteket. Gbagbo seregei – ismét az ő szóhasználatukkal élve – kérvényt nyújtottak be a Központi Bank abidjani fiókjában őrzött pénzekre.
A jelentések szerint olyan súlyos volt az országban uralkodó pénzhiány, hogy a készleteiket kimerítő bankok kénytelenek hozzányúlni a tartalékaikhoz.

### Média
A Riporterek Határok Nélkül megállapításai szerint a közmédia nem mutatott semmiféle elfogultságot a jelöltek választási programjának bemutatásakor, de megjegyezték, hogy Gbagbo hirdetései gyakrabban kerültek a műsorra. A Gbagbóhoz hű katonák megfélemlítették a riportereket.

## Zavargások és az emberi jogok megsértése a választások után
Az ellenzék egyik vezéralakja, Guillaume Soro azt állította, hogy Gbagbo testőrei és libériai zsoldos katonák terrorállapotot idéztek elő az egész országban. Ezek a halálosztagok 200 embert megöltek, 1000 embert fegyverlövésekkel megsebesítettek, 40 embert eltüntettek és 732 civilt letartóztattak. A The Guardian napilapnak azt nyilatkozta, hogy "a nőket megverték, levetkőztették és megerőszakolták. Mikor veszi már észre a nemzetközi közösség, hogy esztelen mészárlás folyik Elefántcsontparton?" Az Amnesty International elmondta, hogy rengeteg jelentés érkezett hozzájuk arról, hogy az országban milyen atrocitások folynak. Több ezer menekült hagyta el az országot.

## Ouattara helyzete
Ouattarát Elefántcsontpart fővárosában, Abidjanban a Golf Hotel egyik első emeleti szobájában rejtették el. Ezalatt Gbagbo még mindig az elnöki palotában lakott. Ouattara a szálloda pázsitján felállított sátrában tartja a kormányüléseket, és a hoteligazgató faxán keresztül tartja a kapcsolatot a külföldi nagykövetségekkel. A hotelt az ENSZ 800 békefenntartója őrzi. A területet szögesdróttal kerítették be, és páncélozott gyalogsági harcjárművekkel védték. Minden vendéget biztonsági ellenőrzésnek vetettek alá.
Az ENSZ helyi küldöttségének vezetője, Csoj Joungcsin szerint Gbagbóhoz hű katonák (Ouattara egyik szóvivője szerint 3000 militáns) megszállta a Golf Hotel környékét, és blokád alá vették a szállodát. Így az ENSZ csapatai nem tudnak ételt, italt és gyógyszert vinni. Az ENSZ helyi képviseletének egyik szóvivője ezt mondta: "Még mindig alternatív megoldásokon gondolkodunk." Ouattarának a hotelen belül van egy kalózállomása, ami énekeket, Ouattara beszédeit és szóvivőinek a nyilatkozatait sugározza. Gbagbo mérnökei folyamatosan zavarták az adást, így a műsorokat át kellett költöztetni másik frekvenciasávra.

## Gbagbo helyzete
2010. december 18-án Gbagbo elrendelte, hogy az ENSZ és Franciaország békefenntartói hagyják el az ország területét. A kormány egyik nyilatkozata az alábbiakat írja: "A kormány követeli, hogy az UNOCI és a LICORNE csapatai azonnal hagyják el Elefántcsontpart területét, és az ország vezetése ellenzi ezen szervezetek mandátumának meghosszabbítását."
2011. januárban Gbagbo elrendelte a szavazatok újraszámlálását, és felállított egy nemzetközi testületet, mely felügyelhette a folyamat tisztaságát. Diplomáciai kampányt indított, melynek során megpróbálta megnyerni többek között Zimbabwe támogatását, és visszahívta az olyan országokba akkreditált nagyköveteit, melyek nem ismerik el a hatalmát. Ilyen például az Egyesült Királyság és Kanada.
A választások után Gbagbo átvette a nemzeti média és a fegyveres szervezetek irányítását.

### Nagyobb összecsapások
- 2010. december 16-án Abidjanban és Yamoussoukróban utcai harcok törtek ki az ellenzék szimpatizánsai és a rendfenntartó erők között. Az összecsapásnak 44 halálos áldozata lett: 32 RDR-tag, 10 rendőr és az Elefántcsontparti Új Erők két katonája.[3][53]

- 2010. december 30-án Abidjan egy Gbagbóhoz hű városrészében egy olyan tömegsírra bukkantak, melyben 80 ellenzéki holtteste feküdt. A hírt nem erősítették meg, mert a biztonsági erők nem engedték a helyszínre az ENSZ vizsgáló csoportját.[54]

- 2011. január 3. és 6. között Duekouéban összecsapások törtek ki a Gbagbót és Ouattarát támogató törzsek között. Az összecsapásnak 33 törzsi és civil áldozata van. A helyzet akkor mérgesedett el, mikor egy országúti rablásban egy buszon megöltek egy nőt.[55]

- 2011. január 11-én tűzpárbaj tört ki a rendőrség és Ouattara támogatói között. A rendőrökre automata fegyverekkel támadtak rá. Ezt megelőzően a rendőrök megpróbáltak feloszlatni egy abidjani kerületben összegyűlt tömeget. A 10 halott között rendőrök és RDR-tagok is voltak.[56]

- 2011. március 28-án Ouattara hívei heves offenzívát indítottak az elnöki csapatok ellen. Március 30-án elfoglalták a fővárost, Yamoussoukrót, majd több másik várost is. Az elnök hívei és katonái sorra dezertáltak, április 1-jére már csak a hadsereg különleges alakulatai és a köztársasági őrezred maradt az oldalán. A harcok időközben átterjedtek Abidjanba, amely a Gbagbo kezén levő utolsó fontos város.[57] Március utolsó hetében egy, az ország nyugati részén fekvő városban, Duekouéban kitört harcokban több mint 800 ember vesztette életét.[58]

- 2011. április 4-én a francia kormány bejelentette, hogy a szorult helyzetben levő ENSZ békefenntartók támogatására beveti a hadsereget Gbagbo erői ellen. Még aznap francia helikopterek megkezdték az ellenfél egyik katonai táborának lövését, egy másik ellen az ENSZ erők indítottak támadást.[59] Ouattara katonái elfoglalták az abidjani elnöki rezidenciát is, ezt követően Gbagbo hívei letették a fegyvert, a bukott elnök pedig tárgyalásokba kezdett a lemondásának feltételeiről.[60]